# Pyrausta singularis
Pyrausta singularis is een vlinder van de familie van de grasmotten (Crambidae). De wetenschappelijke naam van deze soort is voor het eerst voorgesteld als Botys singularis door Julius Lederer in een publicatie uit 1863.
De soort komt voor in Noord-Amerika.